# Хунгер, Герман
Герман Хунгер (Hermann Hunger; род. 30 июня 1942, Баутцен, Дрезден-Бауцен) — австрийский ассириолог, историк астрономии. Доктор (1966), эмерит-профессор Венского университета, член Австрийской академии наук (1995), иностранный член Американского философского общества (1995).
Степень доктора философии по филологии получил в Мюнстерском университете, в области штудий древнего Ближнего Востока. Состоял ассоциированным профессором Чикагского университета, с 1978 года в Венском университете. С 2007 года в отставке. Сотрудничал с Отто Нейгебауэром и Абрахамом Саксом.
Почётный член American Oriental Society (2010).
Автор работ MUL.APIN: an astronomical compendium in cuneiform (1989; в соавт. с Дэвидом Пингри), Astral Sciences in Mesopotamia (1999; в соавт. с Дэвидом Пингри).